# Saturno (Nitro)
Saturno è un singolo del rapper italiano Nitro, pubblicato il 6 marzo 2020 come primo estratto dal quarto album in studio GarbAge.

## Classifiche
| Classifica (2020) | Posizione massima |
| ----------------- | ----------------- |
| Italia            | 27                |